# Alexa Wiegandt
Alexa Wiegandt (* 10. Februar 1962) ist eine deutsche Schauspielerin und Hörspielsprecherin.

## Leben und Wirken
Alexa Wiegandt spielt und spielte in zahlreichen deutschen Fernsehfilmen und -serien mit und hatte auch mehrere Theaterengagements. So war sie zwischen 1986 und 1989 in Stücken wie Die Marquise von Arcis oder Mach's noch einmal, Sam im Zimmertheater Heidelberg zu sehen. Weitere Bühnenauftritte hatte sie von 1989 bis 1991 am Volkstheater Frankfurt, am Hessischen Landestheater Marburg und am Stadttheater Ingolstadt. Für das Kempf Tourneetheater wirkte sie 1994 und 1995 in Tennessee Williams dramatischen Theaterstück Die Katze auf dem heißen Blechdach.
Einem größeren Publikum bekannt wurde Wiegandt Mitte der 1990er Jahre durch ihre Hauptrolle in der ARD-Serie Wildbach, in deren Mittelpunkt Geschichten der örtlichen Bergwacht stehen sowie Probleme und Erlebnisse der Angehörigen. Für den Süddeutschen Rundfunk war Wiegandt auch im Hörspielbereich tätig.
Alexa Wiegandt lebt in Berlin.

## Filmografie (Auswahl)
- 1988: A.D.A.M.
- 1990: Diese Drombuschs (Fernsehserie, 1 Folge)
- 1992: Ein Heim für Tiere (Fernsehserie, 4 Folgen)
- 1992: Glückliche Reise (Fernsehreihe, 23 Folgen)
- 1992: Liebe auf Bewährung (Fernsehserie)
- 1992–2008: Großstadtrevier (Fernsehserie, 2 Folgen)
- 1993–1997: Wildbach (Fernsehserie, 39 Folgen)
- 1999–2000: Stadtklinik (Fernsehserie, 22 Folgen)
- 2000: Siska: Der Erlkönig (Fernsehserie, 1 Folge)
- 1997–2001: Unser Charly (Fernsehserie, 5 Folgen)
- 2002–2005: Berlin, Berlin (Fernsehserie, 25 Folgen)
- 2003: Ein Fall für zwei (Fernsehserie) – Doppelmord
- 2003: SK Kölsch (Fernsehserie, 1 Folge)
- 2009–2010: Die Bergretter (Fernsehserie, 4 Folgen)
- 2013: Heiter bis tödlich: Hauptstadtrevier (Fernsehserie, 1 Folge)
- 2022: Aktenzeichen XY … ungelöst (True-Crime-Serie, 1 Folge)

## Hörspiele (Auswahl)
- 1992: Donovan O’Malley: Instruktionen – Regie: Andreas Weber-Schäfer
- 1992: Hans Joachim Alpers und Florian F. Marzin: Geisterfahrer – Regie: Andreas Weber-Schäfer
- 1993: Paul Thain: Die Glücksmaschine – Regie: Andreas Weber-Schäfer